# 胆汁エスクリン寒天培地

エスクリン

胆汁エスクリン寒天培地（たんじゅうエスクリンかんてんばいち、英：Bile Esculin Agar（BEA））は、以前は「グループDレンサ球菌」の一部であったエンテロコッカス属のメンバーを分離・同定するために使用される選択分離寒天培地である（エンテロコッカス属は1984年に独自の属に再分類された）。

## 組成と工程

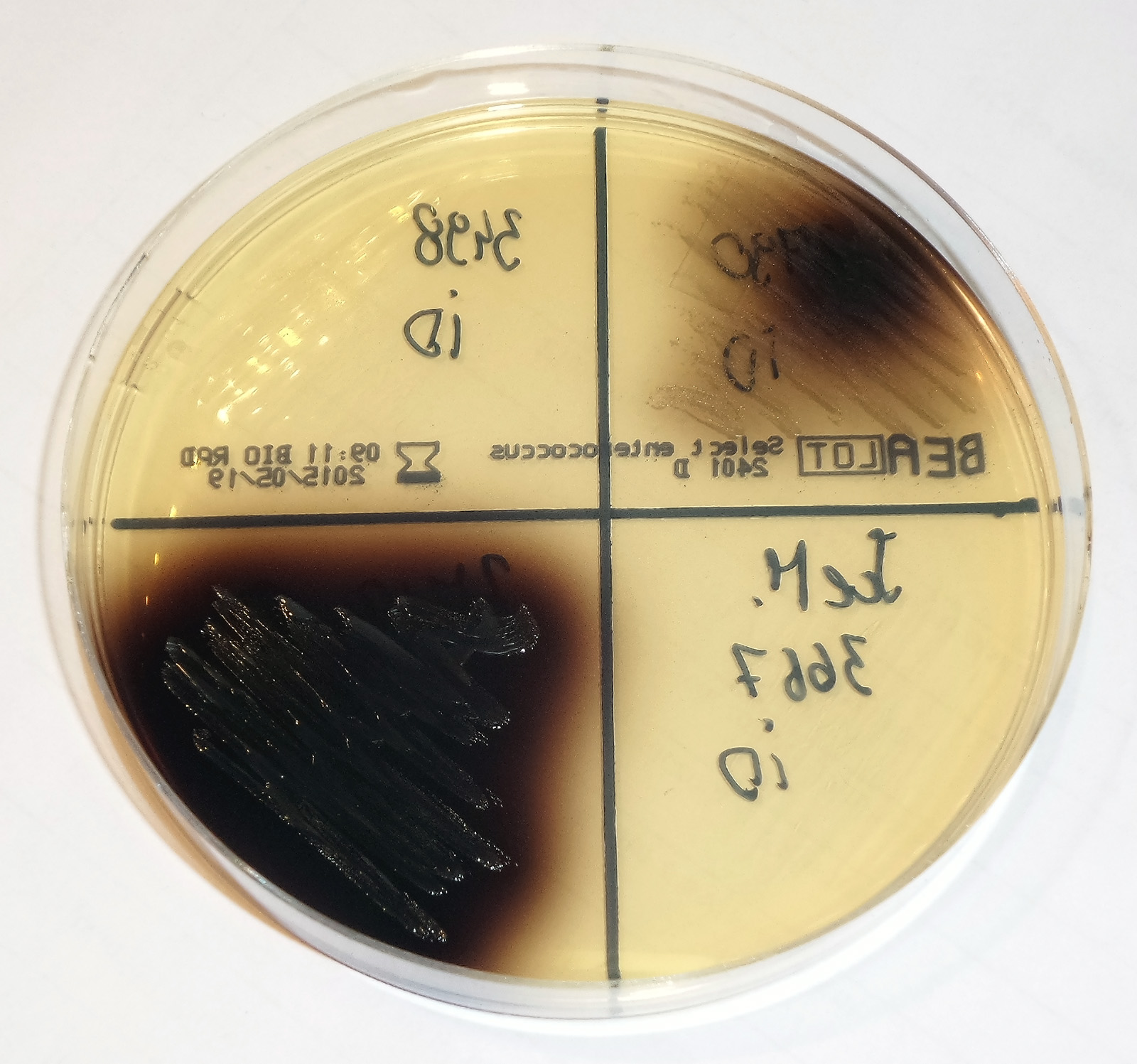
BEA上で増殖したエンテロコッカス属のコロニー（黒色）

Bile salts are the selective ingredient, while esculin is the differential component. エンテロコッカス属はエスクリンを加水分解し、培地中のクエン酸第二鉄と反応して不溶性の鉄塩を生成する。結果はグラム染色と併せて判定する必要がある。

## 用途
胆汁酸エスクリン寒天培地は、主にエンテロコッカス属とレンサ球菌の鑑別に使用される。エンテロコッカス属のメンバーは、40％の胆汁（oxgall）存在下で増殖し、エスクリンをグルコースとエスクレチンに加水分解することができる。エスクレチンは鉄イオンと結合して黒色の複合体を生成する。
目的によっては、ある種の細菌はエスクリンを加水分解することができる。エスクリンを含むプレートは、紫外線照射下で淡い青色に蛍光を発する。一部の細菌はこれを加水分解することができ、紫外線照射下で明るいコロニーと対照的に暗いコロニーを形成する。
エンテロコッカス属を同定する新しい技術が開発されると、胆汁酸エスクリン寒天の使用と比較されることが多い。